# '88 Remix
"'88 Remix" is de eerste 12" single van Giant Panda. Het nummer werd uitgebracht door Ukenjam Records (UKJ-001). De single bestaat uit drie nummers, met elk een instrumentale versie erbij.

## Nummers
A-kant
1. '88 Remix
2. '88 Remix (Instrumental)
3. For Example

B-kant
1. Say What?
2. Say What? (Instrumental)
3. For Example (Instrumental)

## Personeel
- Chikaramanga (Zang, Producer, DJ)
- Maanumental (Zang)
- Newman (Zang, Producer, DJ)
- Sir Kado (Producer, DJ)
- Superbrush 427 (Producer, DJ)
- Thes One (Producer, DJ)